# Hornell
Hornell fundada en 1888, es una ciudad ubicada en el condado de Steuben en el estado estadounidense de Nueva York. En el año 2000 tenía una población de 9,019 habitantes y una densidad poblacional de 1,277.6 personas por km². Hasta 1960 fue un centro ferrocarrilero.

## Geografía
Hornell se encuentra ubicada en las coordenadas 42°19′28″N 77°39′37″O / 42.32444, -77.66028. Según la Oficina del Censo, la ciudad tiene un área total de 7,1 km² (2,7 mi²), de la cual 7,1 km² (2,7 mi²) es tierra y 0 km² (0 mi²) (0%) es agua.

## Demografía
Según la Oficina del Censo en 2000 los ingresos medios por hogar en la localidad eran de $28,184, y los ingresos medios por familia eran $35,000. Los hombres tenían unos ingresos medios de $31,727 frente a los $18,854 para las mujeres. La renta per cápita para la localidad era de $14,419. Alrededor del 21.4% de la población estaban por debajo del umbral de pobreza.